# Rønne Fyr
Rønne Fyr (ook wel Rønne Bagfyr genoemd) is een vuurtoren aan de haven van Rønne op het Deense eiland Bornholm.

## Beschrijving
Het is een witte achthoekige toren in gietijzer met een lantaren en galerij. De koepel op de toren is groen geschilderd. Hij staat tussen twee huizen in, aan de parallelweg van de haven.
De totale hoogte van de toren is 18 meter waarvan het gietijzeren deel een hoogte van 12 meter heeft.

## Geschiedenis
De vuurtoren werd gebouwd door het Bornholmse bedrijf H. Wichmann & Co. in 1880, ter vervanging van het eenvoudige licht dat tot dan toe dienst had gedaan. Hij werd op 27 september 1880 in gebruik genomen, in eerste instantie met een groen licht, later met een rood.  De toren werd in 1989 buiten gebruik gesteld. In 2000 werd hij gerestaureerd en opnieuw beschilderd.